# Csapat rövid program szinkronúszás a 2017-es úszó-világbajnokságon
A 2017-es úszó-világbajnokságon a szinkronúszás csapat rövid programjának selejtezőjét július 16-án, döntőjét pedig július 18-án rendezték meg a Városligetben.

## Versenynaptár
| Dátum                      | Időpont | Forduló   |
| -------------------------- | ------- | --------- |
| 2017. július 16., vasárnap | 19:00   | Selejtező |
| 2017. július 18., kedd     | 11:00   | Döntő     |

## Érmesek
| Arany | Ezüst | Bronz |
| Oroszország · Vlada Csigirova · Marija Surocskina · Marina Goljadkina · Darja Bajangyina · Polina Komar · Veronyika Kalinyina · Darina Valitova · Anasztaszija Bajangyina · Anastasiia Arkhipovskaia (tartalék) · Varvara Subbotina (tartalék) | Kína · Liang Hszin-ping (Liang Xinping) · Feng Yu · Jin Cseng-hszin (Yin Chengxin) · Tang Meng-ni · Wang Qianyi · Kuo Li (Guo Li) · Xiao Yanning · Wang Liuyi · Chang Hao (tartalék) · Yu Lele (tartalék) | Japán · Inui Jukiko · Nakamura Mai · Sakiko Akutsu · Marumo Kei · Omata Kano · Nakamaki Kanami · Minami Kono · Juka Fukumura · Hajasi Aiko (tartalék) · Asuka Tasaki (tartalék) |

## Eredmény
Zölddel kiemelve a döntőbe jutottak
| Helyezés  | Nemzetiség | Selejtező | Selejtező | Döntő   | Döntő    |
| Helyezés  | Nemzetiség | Pont      | helyezés  | Pont    | Helyezés |
| --------- | ---------- | --------- | --------- | ------- | -------- |
| Aranyérem | RUS        | 95.0121   | 1         | 96.0109 | 1        |
| Ezüstérem | CHN        | 93.0711   | 2         | 94.2165 | 2        |
| Bronzérem | JPN        | 91.7484   | 3         | 93.1590 | 3        |
| 4         | UKR        | 91.4917   | 4         | 92.3596 | 4        |
| 5         | ITA        | 89.5587   | 5         | 90.7617 | 5        |
| 6         | ESP        | 88.8044   | 6         | 88.4687 | 6        |
| 7         | CAN        | 86.4407   | 7         | 86.2044 | 7        |
| 8         | MEX        | 85.4788   | 8         | 85.9664 | 8        |
| 9         | GRE        | 83.8569   | 9         | 83.9112 | 9        |
| 10        | PRK        | 83.6271   | 10        | 83.4354 | 10       |
| 11        | USA        | 82.1080   | 11        | 82.8546 | 11       |
| 12        | BLR        | 81.6227   | 12        | 82.2796 | 12       |
| 13        | SUI        | 81.0684   | 13        |         |          |
| 14        | GER        | 76.9929   | 14        |         |          |
| 15        | HUN        | 76.9077   | 15        |         |          |
| 16        | UZB        | 74.8230   | 16        |         |          |
| 17        | SVK        | 74.5487   | 17        |         |          |
| 18        | EGY        | 73.7861   | 18        |         |          |
| 19        | SIN        | 73.6012   | 19        |         |          |
| 20        | AUS        | 72.6056   | 20        |         |          |
| 21        | ISR        | 72.3289   | 21        |         |          |
| 22        | CRO        | 70.7239   | 22        |         |          |
| 23        | MAC        | 67.0935   | 23        |         |          |
| 24        | CRC        | 65.2021   | 24        |         |          |